# Geografia Syrii

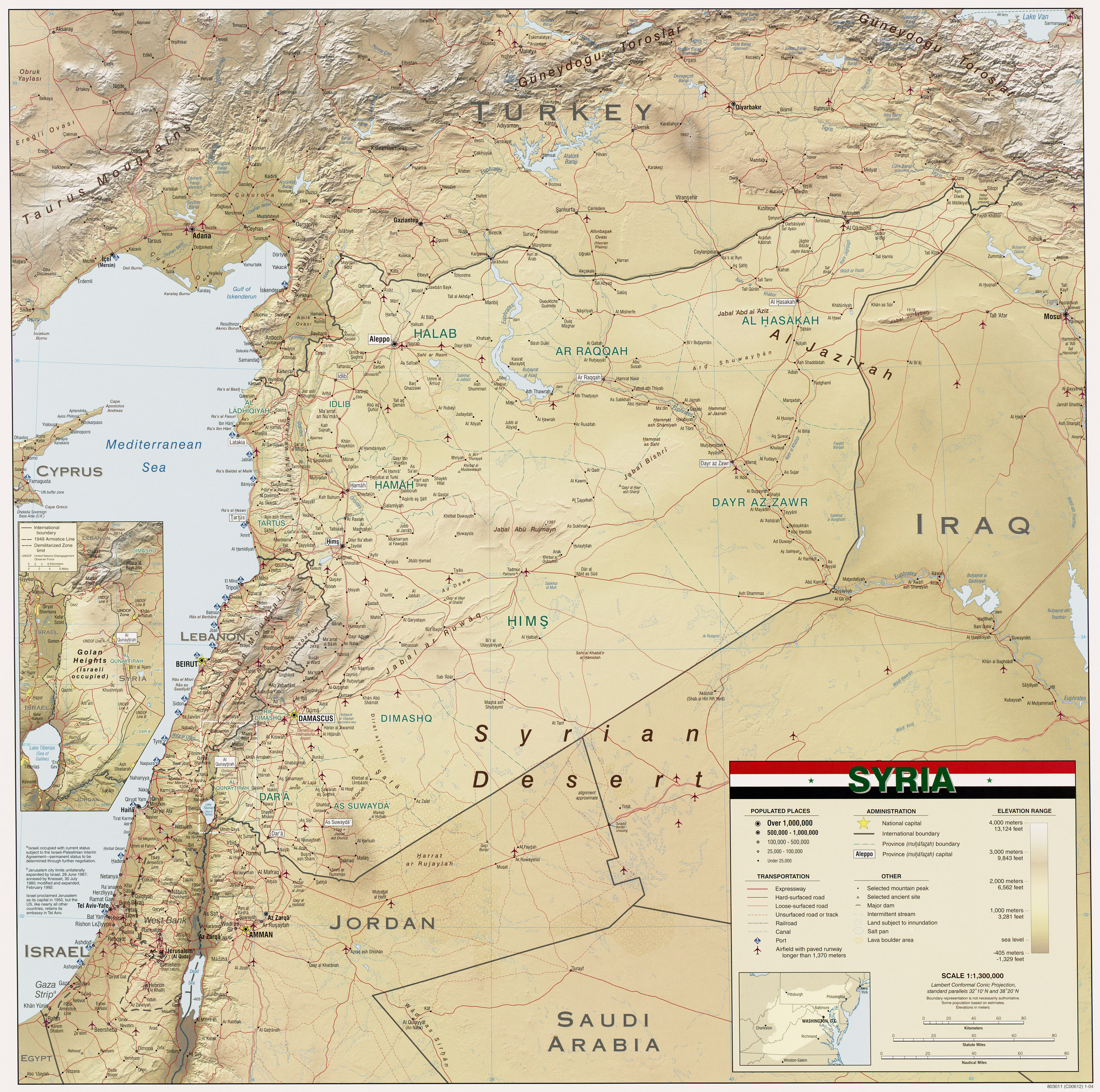
Mapa Syrii

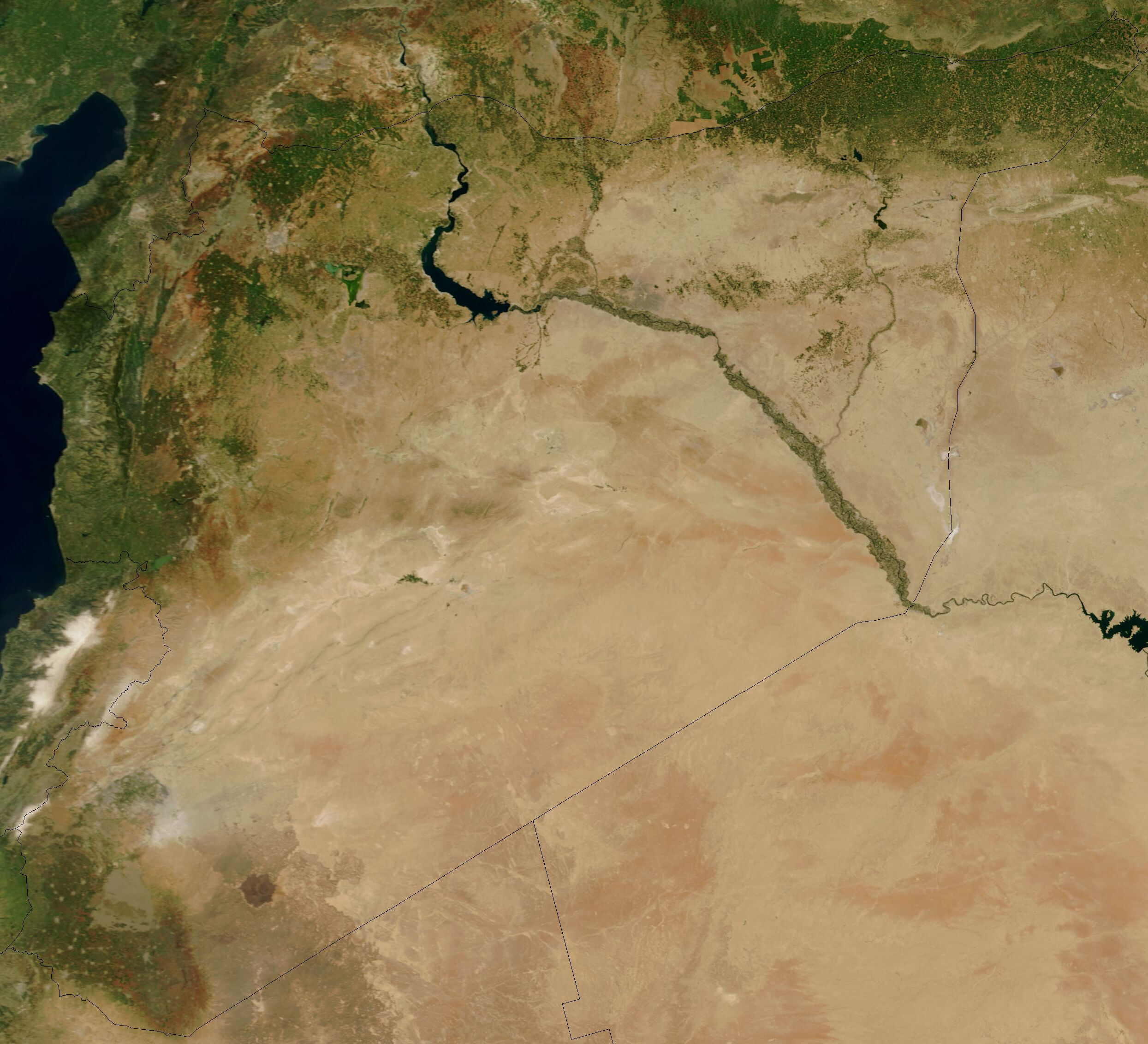
Mapa satelitarna Syrii

Syria – niewielkie państwo położone w Azji Południowo-Zachodniej nad Morzem Śródziemnym. Ten obecnie w większości muzułmański kraj przechodził na przestrzeni kilku tysiącleci burzliwą historię. Nad obecną Syrią panowało kilka różnych cywilizacji. W VII w. n.e. kraj został podbity i zislamizowany przez Arabów. Syria cechuje się dość łagodnym klimatem, który zwłaszcza na wybrzeżu zachęca zagranicznych gości do odwiedzania tego kraju. Ponadto w kraju znajduje się wiele zabytków z różnych epok, a umiarkowane zasady islamu umożliwiają rozwój turystyki, która jest ważnym sektorem gospodarki.

## Powierzchnia i granice
Powierzchnia – 185 180 km²
Skrajne punkty – północny 37°18'N, południowy 32°20'N, zachodni 35°43'E, wschodni 42°22'E. Kraj o dość foremnym kształcie z zachodu na wschód mierzy około 490 km, a z północy na południe około 470 km.
Syria graniczy z następującymi państwami:
- Turcja – 822 km
- Irak – 605 km
- Jordania – 375 km
- Liban – 375 km
- Izrael – 76 km

Linia brzegowa z morzem śródziemnym – 74,5 km

## Budowa geologiczna i rzeźba
Na obszarze Syrii można wyróżnić pięć regionów geograficznych. Są to nadmorskie niziny na zachodzie, pasmo gór Dżabal an-Nusajrija, które biegnie równolegle do wybrzeża. Kolejnym obszarem jest łańcuch gór Antylibanu, czwartym obszarem jest Płaskowyż Centralny leżący  we wnętrzu kraju, zaś na południowym wschodzie leży ostatni region – Pustynia Syryjska.
Syria jest w większości krajem wyżynnym, urozmaiconym niewielkimi obszarami górzystymi skupionymi się w zachodniej części kraju. Niziny zajmują niewielki procent powierzchni Syrii. Większą część kraju zajmuje Płaskowyż Centralny, którego średnia wysokość wynosi 500 m n.p.m. Obszar płaskowyżu wznosi się w kierunku południowym i zachodnim.  Na jego obszarze znajdują się liczne izolowane masywy wulkaniczne, najwyższe to: Dżabal ad-Duruz (wysokość około 1800 m n.p.m.) na południowym zachodzie i Dżabal Abu Rudżmajn w centralnej części wyżyny; na północnym wschodzie rozciąga się półpustynna Al-Dżazira. Na południowym wschodzie rozciąga się równinna i kamienista Pustynia Syryjska zajmująca około jednej trzeciej powierzchni  kraju. Na jej obszarze znajdują się rozległe pokrywy czarnej lawy tak zwana harra.
Tereny górskie jak już wyżej wspomniano zajmują niewielką część kraju. Największymi górami jest pasmo Antylibanu, gdzie wznosi się najwyższy szczyt kraju Dżabal asz-Szajch o wysokości 2814 m n.p.m. Dżabal an-Nusajrija są dużo mniejszymi górami ciągnącymi się na północ od Antylibanu, gdzie maksymalna ich wysokość wynosi 1562 m n.p.m. Góry syryjskie to ułożono południkowo zrębowe pasma górskie zbudowane głównie z utworów trzeciorzędowych i z krystalicznych skał prekambryjskich.
Niziny także zajmują niewielki procent powierzchni kraju. Skupiają się w dwóch miejscach. Pierwszym z nich jest wąski nadbrzeżny pas aluwialnych nizin ciągnących się na całej długości syryjskiego wybrzeża. Drugim obszarem nizin jest Sabchat al-Burghus, jest to nizinny obszar leżący na wschodnich krańcach Syrii pokryty słonymi bagnami. Poza tymi dwoma obszarami nizin jest jeszcze głęboka, tektoniczna dolina Al-Ghab, która jest przedłużeniem doliny Bekaa w Libanie.

## Klimat

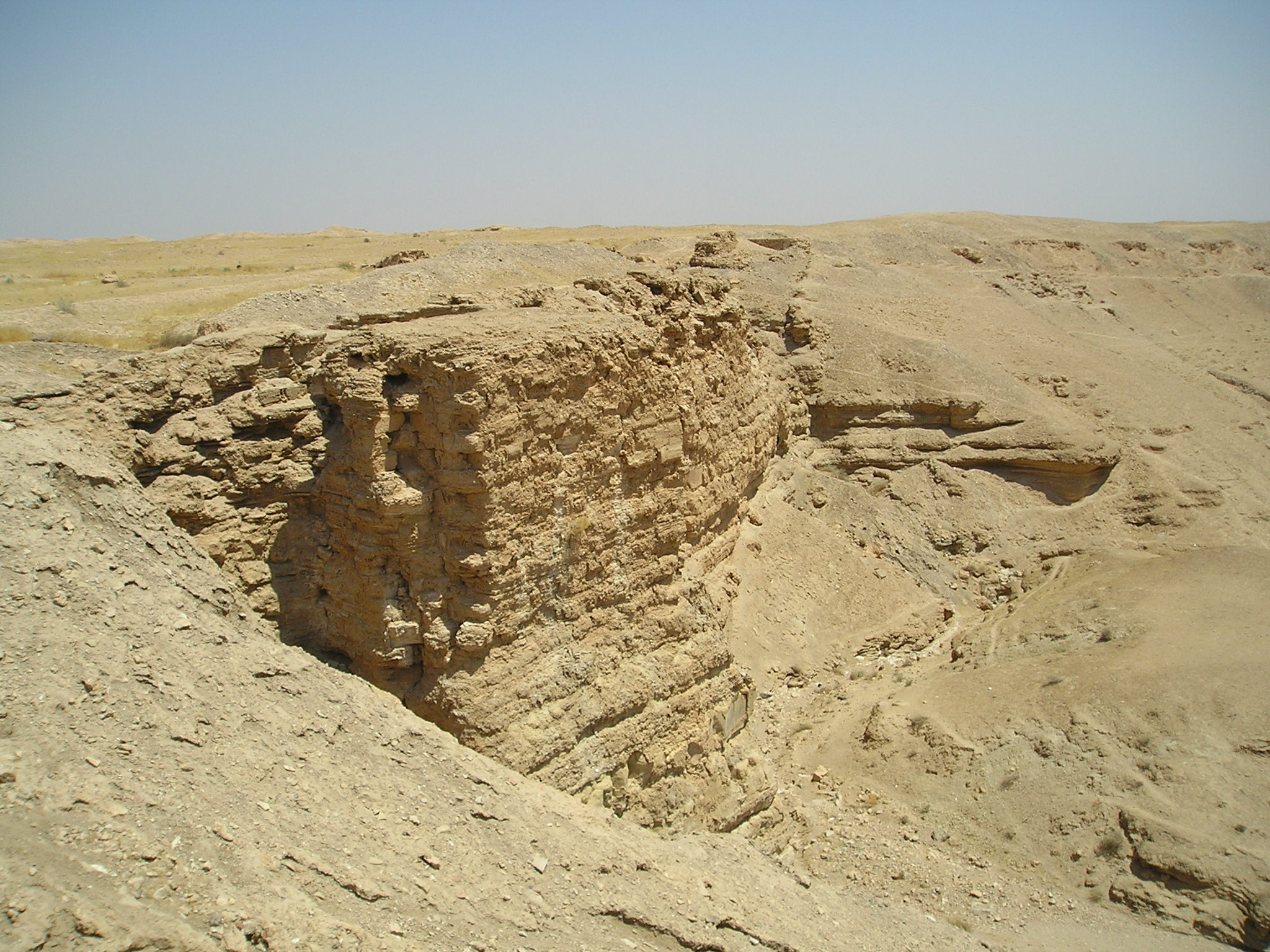
Suche obszary na wschodzie kraju

Syria leży na obszarze Bliskiego Wschodu, jednak klimat tego kraju nieco różni się od klimatu chociażby Izraela czy południowego sąsiada Jordanii. Główną cechą klimatu Syrii jest jego dość duża łagodność i stosunkowo wysokie opady.
Syria leży w strefie klimatu podzwrotnikowego, który dzieli się na morski (śródziemnomorska odmiana) w rejonie nadmorskim na zachodzie i suchy w pozostałej części kraju. Jedynie obszary południowo-wschodnie pozostają pod wpływem klimatu zwrotnikowego suchego.
Klimat na zachodzie cechuje się gorącym i suchym latem, oraz łagodną zimą. Temperatury w styczniu wahają się średnio od 12 do 15 °C. W lipcu zaś temperatury wahają się od 23 do 26 °C. Im dalej na wschód tym amplitudy roczne są większe. I tak na wschodzie kraju zimą jest dość chłodno, średnie wartości w zależności od regionu wahają się od 4 do 13 °C, przy czym najwyższe są na południowym wschodzie. W nocy występują spadki, zwłaszcza na północy nawet do -15 °C. Latem na wschodzie kraju jest gorąco, średnie wartości termiczne od 26 °C na północy do 33 °C na południowym wschodzie. W ciągu dnia upały na Pustyni Syryjskiej dochodzą do 45-47 °C. W górach na zachodzie jest dość chłodno, zimy są surowe i temperatura nawet w ciągu dnia często spada poniżej 0 °C.
Syria jest dość wilgotnym krajem. Na zachodzie opady wynoszą od 750 do 1000 mm rocznie. Im dalej na wschód tym opady są niższe, ale ich wartości są dość wysokie. Średnie wartości opadowe na Płaskowyżu Centralnym wynoszą od 500 mm na północy na 250 mm na południu. Na Pustyni Syryjskiej opady są najniższe i utrzymują się na poziomie 100–200 mm rocznie. Maksima opadowe dla całego obszaru przypadają na okres zimowy. Opady mają głównie postać deszczu, jednakże w górach są to już opady śniegu, podobnie jest na Płaskowyżu Centralnym gdzie na północy zdarzają się opady śniegu. Do charakterystycznych zjawisk pogodowych należą burze piaskowe i pyłowe jakie mają miejsce na Pustyni Syryjskiej, trwające średnio 10 dni w roku. Drugim zjawiskiem atmosferycznym są jesienne burze w strefie nabrzeżnej związane z cyrkulacją mas powietrza. Konkretnie chodzi tu o przemieszanie się zwrotnikowych mas powietrza na południe które wypierane są przez śródziemnomorskie niże związane z powietrzem polarno-morskim.

## Wody
Sieć rzeczna jest w zasadzie słabo rozwinięta, jednakże na tle innych krajów bliskowschodnich jest zdecydowanie lepiej rozwinięta niż chociażby w leżącej na południu Jordanii. Przyczyny w miarę dobrych zasobów powierzchniowych Syrii są dwie. Pierwszą z nich są dosyć duże opady, zwłaszcza na  zachodzie kraju, których ilości są porównywalne z krajami zachodniej Europy. Druga przyczyna to obecność gór, w których opady są wysokie. Nie chodzi tu tylko o góry syryjskie, ale przede wszystkim te w Anatolii, które zasilają główną rzekę kraju Eufrat.
Eufrat jest największą rzeką w Syrii, której źródła znajdują się we wschodniej części Gór Pontyjskich leżących w północnej Turcji. Eufrat wpływa na terytorium Syrii w jej północnej części i przepływa przez jej wschodnią część i dalej płynąc przez Irak. W granicach Syrii rzeka ta liczy 680 km. Do Eufratu uchodzą dwa duże lewobrzeżne dopływy: Nahr al-Chabur i Nahr Balich. Wszystkie prawobrzeżne dopływy to rzeki okresowe i suche doliny wadi, które są ciekami bezodpływowymi. Jedną z taki bezodpływowych dolin jest Wadi al-Hajl, która ciągnie się od południowej części Płaskowyżu Centralnego, a kończy się niedaleko rzeki Eufrat. Wadi an-Najr jest najdłuższym ciekiem bezodpływowym Syrii. Drugą ważną rzeką Syrii jest Asi, płynąca na zachodzie kraju ma długości 366 km. Rzeka ta bierze swój początek w górach Antylibanu, a uchodzi na krótkim odcinku na obszarze Turcji wpadając do Morza Śródziemnego. Na odcinku 50 km graniczną rzeką Syrii w jej północno-wschodnim narożniku jest Tygrys.
Syria należy do zlewisk dwóch akwenów: Morza Śródziemnego (zachodnie krańce kraju), Zatoki Perskiej (wschodnia część kraju) i obszar bezodpływowy w centrum ze wspomnianą Wadi an-Najr. Na obszarze Syrii znajduje się kilka sporych jezior. Największym z nich jest Al-Asad na rzece Eufrat w północnej części kraju o powierzchni 630 km². Al Asad jest jednak sztucznym zbiornikiem retencyjnym utworzonym przy pomocy tamy znajdującej się na Eufracie, która mierzy 4,5 km i należy do jednej z największych na świecie.

## Gleby
Zróżnicowanie krajobrazu sprawia, że w Syrii istnieje kilka typów gleb. Przeważająca część kraju pokryta jest płytkimi glebami pustynnymi. Na Płaskowyżu Centralnym występują buroziemy i szaroziemy, głównie kserosole. Natomiast obszary Pustyni Syryjskiej w wielu miejscach są pokryta jałowymi glebami inicjalnymi, są to głównie yermosole W niektórych miejscach pokrywy glebowej nie ma wcale. Na obszarze Sabchat al Burghus, gdzie występują słone bagna, tereny pokrywają sołonczaki. Na zachodzie tereny pookrywają całkowicie inne typy gleb. Przede wszystkim są to terra rosa i gleby cynamonowe, a poza nimi miejscami występują górskie litosole obecne głównie w wyższych partiach Antylibanu. W dolinach rzecznych na zachodzie, głównie w dolinie rzeki al Asi, występują żyzne aluwialne fluwisole.

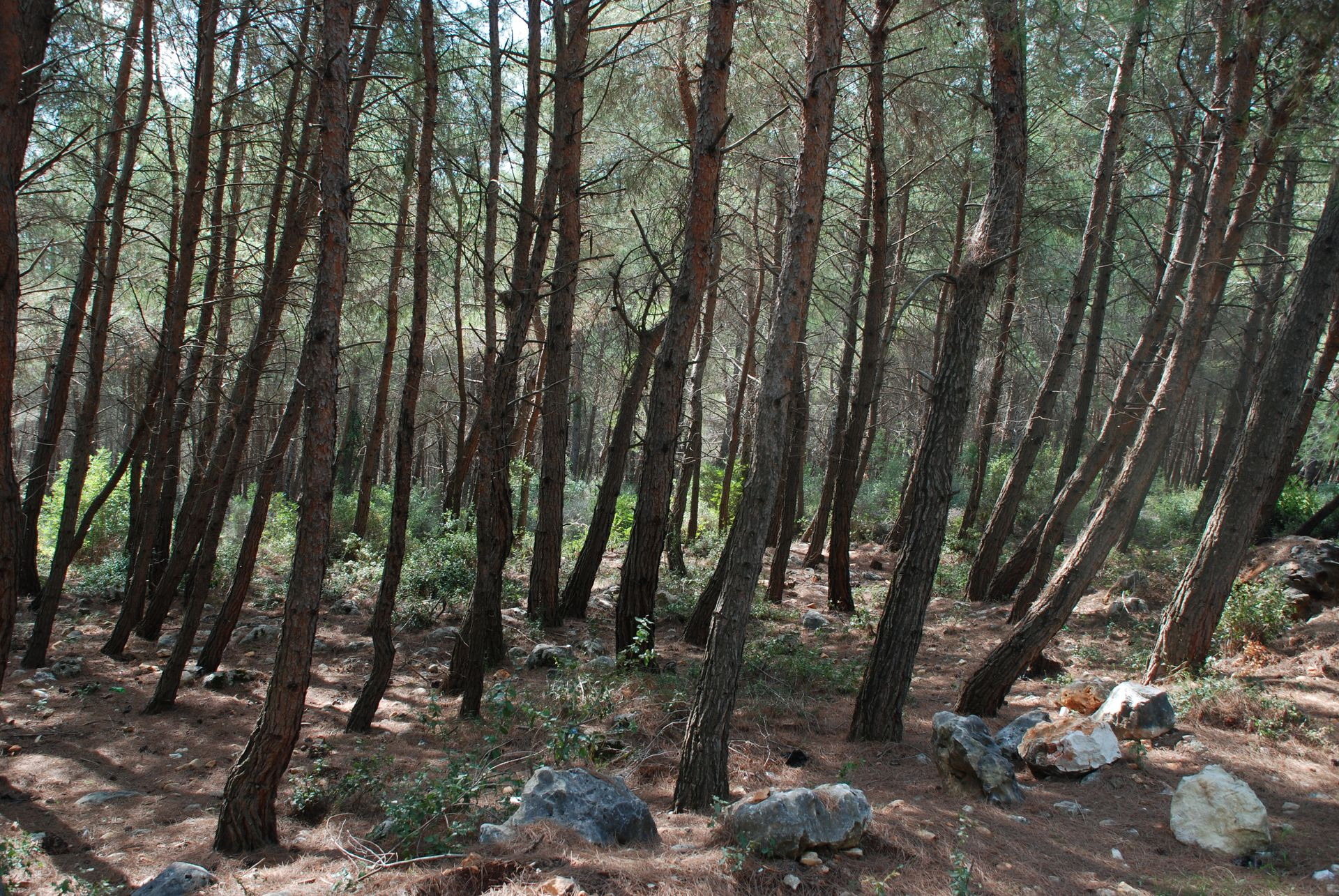
Las sosnowy w górach na zachodzie Syrii

## Flora
Szata roślinna Syrii dzieli się na dwie strefy: bardziej rozwiniętą na zachodzie i skąpą na wschodzie, przy czym ta na wschodzie obejmuje dwie trzecie powierzchni kraju (Pustynia Syryjska i Płaskowyż Centralny) Roślinność na zachodzie jest dobrze rozwinięta z powodu dość wilgotnego klimatu i wpływowi Morza Śródziemnego. Dzięki temu obecnie dominują tam formacje krzewiaste takie jak tamaryszki i szakłaki. Lasy zajmują jedynie 3% powierzchni kraju, jednak nie z powodu klimatu, lecz z przyczyn ludzkich (wycinka drzew pod uprawy i dla przemysłu drzewnego) Kilkaset lat temu lasy dębowe, a przede wszystkim cedrowe zajmowały całą nadmorską część Syrii i góry. Dziś lasy dębowe rosną do wysokości 1000 m n.p.m., natomiast sosny i miejscami cedry porastają tereny do wysokości 2000 m n.p.m.
Reszta kraju jest zdominowana przez roślinność półpustynną i pustynną. Płaskowyż Centralny i północne regiony kraju pokrywają stepy piołunowe. Dominują skąpa roślinność krzaczasta, trawy, i suchorośla. Region Sabchat al Burghur jest miejscami porośnięty słonoroślami. Najbardziej skąpa roślinność występuje na Pustyni Syryjskiej, gdzie dominują kserofity. Jedynie w okresie zimowych opadów na pustyni pojawiają się na krótko trawy i zioła, które są wykorzystywane jako pastwiska.

## Fauna
Fauna jest charakterystyczna dla Regionu Śródziemnomorskiego. Tereny leśne zamieszkują jeleniowate jak daniel i sarna, a poza nimi dzik i żbiki. Na pustyniach żyje gazela arabska i najmniejszy przedstawiciel koniowatych – onager. Drapieżniki są reprezentowane przez lamparta, karakala i szakala złocistego. Wśród ptaków do liczniejszych należą kuraki i drapieżne. Gady zaś reprezentują liczne węże i jaszczurki.